# Cibitoke
Cibitokeest une ville, capitale de la province de Cibitoke, située au nord-ouest du Burundi qui vit grâce à l'agriculture et l'élevage.

## Climat
À Cibitoke, les étés sont courts, très chauds et nuageux dans l'ensemble. Les hivers sont courts, chauds, humides et couverts. Au cours de l'année, la température varie généralement de 19 °C à 31 °C et est rarement inférieure à 18 °C ou supérieure à 33 °C[réf. souhaitée].
En fonction du score de plage/piscine[Quoi ?], le meilleur moment de l'année pour visiter Cibitoke pour les activités estivales est de mai-juin à début  septembre.